# Keystone XLB-3
El Keystone XLB-3 (originalmente construido bajo el nombre Huff-Daland) fue un prototipo bombardero biplano desarrollado en los Estados Unidos a finales de los años 20 del siglo XX. Era un desarrollo bimotor del monomotor LB-1, provocado por un cambio de política del Cuerpo Aéreo del Ejército de los Estados Unidos.

## Diseño y desarrollo
El cambio de un motor montado en el morro a motores montados en góndolas en el ala inferior generó una oportunidad para dotar de estaciones para dos tripulantes extras: un bombardero y un artillero de proa, llegándose a un total de cinco. La aleta simple de cola y timón del LB-1 fue aumentada con un timón extra a cada lado.

## Historia operacional
Fue construido un solo prototipo, y fue entregado al USAAC para evaluación a finales de 1927. La evaluación mostró, sin embargo, que las prestaciones eran realmente inferiores que las del monomotor LB-1. Se tomó la decisión de cambiar los motores Allison VG-1410 de 400 hp (una variante del Liberty L-12) refrigerados por aire del XLB-3, por los radiales Pratt & Whitney R-1340 de 410 hp, por lo que en este punto fue redesignado XLB-3A. Con las prestaciones todavía poco satisfactorias, el desarrollo fue abandonado en favor de un diseño paralelo, el LB-5.

## Variantes
XLB-3
Versión original con motores V-12 invertidos refrigerados por aire Allison VG-1410, uno construido.
XLB-3A
Versión con motores radiales Pratt & Whitney R-1340, uno convertido desde el XLB-3.

## Operadores
Estados Unidos
- Cuerpo Aéreo del Ejército de los Estados Unidos

## Especificaciones (XLB-3A)
Referencia datos: Jane's Encyclopedia of Aviation

### Características generales
- Tripulación: Cinco (piloto, copiloto, bombardero, dos artilleros).
- Longitud: 13,7 m (45 ft)
- Envergadura: 20,4 m (67 ft)
- Altura: 5,1 m (16,8 ft)
- Superficie alar: 105,8 m² (1138,9 ft²)
- Peso vacío: 2756 kg (6074,2 lb)
- Peso cargado: 5310 kg (11 703,2 lb)
- Planta motriz: 2× motor radial de 9 cilindros refrigerado por aire Pratt & Whitney R-1340.
  - Potencia: 305 kW (421 HP; 415 CV) cada uno.

### Rendimiento
- Velocidad nunca excedida (Vne): 186 km/h (116 MPH; 100 kt)
- Velocidad máxima operativa (Vno): 186 km/h (116 MPH; 100 kt)
- Alcance: 870 km (470 nmi; 541 mi)
- Techo de vuelo: 3400 m (11 155 ft)
- Régimen de ascenso: 2,8 m/s (551 ft/min)

### Armamento
- Ametralladoras: 

  - 2 Lewis flexibles de 7,7 mm en posición abierta en el morro
  - 2 Lewis flexibles de 7,7 mm en posición abierta dorsal
  - 1 Lewis flexible de 7,7 mm en escotilla ventral
- Bombas: 

  - 1000 kg

## Aeronaves relacionadas

### Secuencias de designación
- Secuencia LB-_ (Bombarderos Ligeros del USAAS/USAAC, 1924-1926): LB-1 - LB-2 - LB-3 - LB-4 - LB-5 - LB-6 →